# Ludger Kilian
Ludger Kilian (* 1959 oder Januar 1960 in Frankfurt am Main) ist ein deutscher Architekt und Hochschullehrer.

## Leben und Wirken
Er wurde in Frankfurt/Main geboren und machte 1978 sein Abitur an der dortigen Carl-Schurz-Schule. Anschließend studierte er Architektur an der Technischen Hochschule in Darmstadt und schloss dieses 1988 als Dipl.-Ing. ab. Er arbeitete nach seinem Studium bei Ieoh Ming Pei in Paris und bei Richard Meier in New York. Später war er vier Jahre lang als Architekt in Stuttgart tätig und arbeitet seit 1992 in Dresden.
Von 1995 bis 1997 errichtete er Gebäude am Tanneberger Weg 44 in Neu-Gorbitz und nahm einen Lehrauftrag für die Grundlagen des Entwerfens an der Technischen Universität Dresden an. 1999 gründete er sein eigenes Büro in Dresden-Striesen (erweitert 2007).
Zu seinen mit seinem Büro realisierten Projekten gehören zahlreiche Um- und Neubauten von Wohnungen, er ist tätig im Sozial- und im Industriebau und beteiligt sich an städtebaulichen Wettbewerben. Das Büro ist vorwiegend in und um Dresden tätig. Eine Auswahl zeigt folgende Liste.
Wohnungsneubau:
- Abriss und Neubau des Wohnhauses Ammonstraße 68 (Wilsdruffer Vorstadt), 2021–2023
- Mehrfamilienhaus in der Seevorstadt (Struvestraße), 2017
- Mehrfamilienhäuser in Löbtau und Plauen 2015
- Stadtvilla in der Dresdner Südvorstadt und Mehrfamilienhaus in Kleinzschachwitz 2014

Um- und Ausbau:
- Star Inn Hotel am Altmarkt (Denkmal) einschließlich Mehrfamilienhäuser 2015
- Mehrfamilienhaus in Löbtau 2004
- Siedlung Zieglerstraße Mockritz 2002

Im Jahr 2007 erhielt er den 1. Preis für die Gestaltung des Rathausplatzes Oelsnitz.
Er ist Mitbegründer des Deutschen Werkbundes Sachsen und inzwischen dessen Vorsitzender.